# Immetorp
Immetorp är en stadsdel i östra Karlskoga.  Området kännetecknas främst av villabebyggelse, intill Svartälven. I området fanns det fram till 1980-talet en post, en konsumbutik och en kiosk.
Gården Immetorp finns upptagen i något slags register någon gång mellan 1580 och 1600.